# Желька Антунович
Же́лька Анту́нович (хорв. Željka Antunović; нар. 15 вересня 1955, Вировитиця, СР Хорватія, СФРЮ) — хорватська лівоцентристська політична діячка, в 2000—2008 рр. заступниця голови Соціал-демократичної партії Хорватії, найбільшої опозиційної партії країни.

## Короткий життєпис
Вийшла на політичну сцену в 1990 році, коли вступила в лівоцентристську партію Соціал-демократи Хорватії (СДХ), що утворилася після утвердження демократії по всій Югославії та спочатку була основним суперником СДП, яка, в свою чергу, щойно виникла з соціал-демократичної фракції Союзу комуністів Хорватії. Однак, після провальних результатів СДХ на парламентських виборах, партія прийняла пропозицію СДП про об'єднання, яке й відбулося в 1994 році, Таким чином опинившись у СДП, Антунович поступово піднімалася по її службових сходах.
У 1993—1995 і 1997—1998 рр. була депутатом загребської скупщини. Обиралася депутатом хорватського парламенту в чотирьох скликаннях (у 1995, 2000, 2003 i 2008 роках). На партійній конференції в 2000 році Жельку Антунович обрано заступником голови СДП. З 2000 по 2003 рік обіймала посаду заступника прем'єр-міністра з соціальних питань та прав людини в уряді Івіци Рачана, очолюючи Урядову комісію з прав людини і гендерної рівності, а з 2002 по 2003 рік перебувала на посаді міністра оборони.
31 січня 2007 р. Івіца Рачан оголосив, що тимчасово йде з політики за станом здоров'я. Антунович взяла на себе головування в партії, а 11 квітня, після подальшого погіршення здоров'я, Рачан пішов з поста лідера партії, залишивши Антунович як голову СДП до найближчого партійного з'їзду.
Антунович балотувалась на пост партійного голови на з'їзді партії 2 червня 2007 р. разом з Міланом Бандичем, Зораном Мілановичем і Тоніно Піцулою. У другому турі голосування її переміг Зоран Міланович. 15 березня 2008 р. на засіданні Головного комітету партії подала в відставку з посади заступника голови СДП через невдоволення методами роботи голови Зорана Мілановича, зокрема, «порушенням єдності всередині партії» та ставленням СДП до потенційних партнерів по коаліції.